# Pérvoie Tsepliàievo
Pérvoie Tsepliàievo - Первое Цепляево (rus) - és un poble de l'óblast de Bélgorod, a Rússia. El 2016 tenia 521 habitants. Pertany al districte (raion) de Xebékino.